# Ґоран Тошич
Ґоран Тошич (нар. 7 жовтня 1982) — колишній чорногорський тенісист.
Найвищу одиночну позицію світового рейтингу — 263 місце досяг 7 червня 2010, парну — 116 місце — 14 квітня 2014 року.
Завершив кар'єру 2014 року.

## ATP Челленджер і ITF Ф'ючерс

### Одиночний розряд Титули (8)
| Легенда               |
| Серія ITF Ф'ючерс (8) |

| Ранг | Дата | Турнір                         | Покриття | Суперник            | Рахунок            |
| 1.   | 2007 | Сербія F1, Сербія              | Ґрунт    | Дарко Маджаровський | 6–1, 6–3           |
| 2.   | 2009 | Сербія F2, Сербія              | Ґрунт    | Александер Слович   | 6–1, 6–3           |
| 3.   | 2009 | Сербія F3, Сербія              | Ґрунт    | Алдін Шеткич        | 1–6, 6–3, 7–5      |
| 4.   | 2009 | Італія F22, Італія             | Ґрунт    | Даніеле Джорджині   | 6–1, 4–6, 7–6(7–4) |
| 5.   | 2009 | Італія F32, Італія             | Ґрунт    | Маттео Віола        | 6–0, 7–6(7–3)      |
| 6.   | 2010 | Брчко F5, Боснія і Герцеговина | Ґрунт    | Міхаель Лінцер      | 7–5, 6–3           |
| 7.   | 2011 | Кикинда F4, Сербія             | Ґрунт    | Гліб Сахаров        | 6–3, 6–1           |
| 8.   | 2011 | Сомбор F5, Сербія              | Ґрунт    | Владимир Обрадович  | 6–3, 6–2           |